# 1983-as fedett pályás atlétikai Európa-bajnokság
Az 1983-as fedett pályás atlétikai Európa-bajnokságot Budapesten az akkor alig egyéves Budapest Sportcsarnokban rendezték március 5. és március 6. között. Ez volt a 14. fedett pályás Eb. A férfiaknál 13, a nőknél 10 versenyszám volt. Távolugrásban kettős magyar győzelem született Szalma László és Pálóczi Gyula révén, hármasugrásban Bakosi Béla, 200 méteren Nagy István bronzérmet szerzett.

## A magyar sportolók eredményei
Magyarország az Európa-bajnokságon 31 sportolóval képviseltette magát.
Érmesek
| Érem  | Versenyző     | Versenyszám | Dátum      |
| ----- | ------------- | ----------- | ---------- |
| Arany | Szalma László | Távolugrás  | március 6. |
| Ezüst | Pálóczi Gyula | Távolugrás  | március 6. |
| Bronz | Bakosi Béla   | Hármasugrás | március 5. |
| Bronz | Nagy István   | 200 m       | március 6. |

## Éremtáblázat
(A táblázatban Magyarország eltérő háttérszínnel van kiemelve.)
| Helyezés | Nemzet         | Arany | Ezüst | Bronz | Összesen |
| 1.       | Szovjetunió    | 9     | 6     | 3     | 18       |
| 2.       | NDK            | 4     | 5     | 2     | 11       |
| 3.       | NSZK           | 3     | 2     | 3     | 8        |
| 4.       | Csehszlovákia  | 3     | 1     | 2     | 6        |
| 5.       | Magyarország   | 1     | 1     | 2     | 4        |
| 5.       | Olaszország    | 1     | 1     | 2     | 4        |
| 7.       | Spanyolország  | 1     | 1     | 1     | 3        |
| 8.       | Jugoszlávia    | 1     | 0     | 1     | 2        |
| 9.       | Nagy-Britannia | 0     | 2     | 0     | 2        |
| 10.      | Finnország     | 0     | 1     | 1     | 2        |
| 11.      | Belgium        | 0     | 1     | 0     | 1        |
| 11.      | Románia        | 0     | 1     | 0     | 1        |
| 13.      | Franciaország  | 0     | 0     | 3     | 3        |
| 14.      | Bulgária       | 0     | 0     | 2     | 2        |
| 15.      | Lengyelország  | 0     | 0     | 1     | 1        |
| 15.      | Norvégia       | 0     | 0     | 1     | 1        |

## Érmesek
- WR – világrekord
- CR – Európa-bajnoki rekord
- AR – kontinens rekord
- NR – országos rekord
- PB – egyéni rekord
- WL – az adott évben aktuálisan a világ legjobb eredménye
- SB – az adott évben aktuálisan az egyéni legjobb eredmény

### Férfi
| Versenyszám      | Arany                              | Arany    | Ezüst                                | Ezüst    | Bronz                                                                  | Bronz    |
| ---------------- | ---------------------------------- | -------- | ------------------------------------ | -------- | ---------------------------------------------------------------------- | -------- |
| 60 m             | Stefano Tilli · Olaszország        | 6,63     | Christian Haas · NSZK                | 6,64     | Valentin Atanaszov · Bulgária                                          | 6,66     |
| 200 m            | Alekszandr Jevgenyev · Szovjetunió | 20,97 CR | Jacques Borlée · Belgium             | 21,13    | Nagy István · Magyarország                                             | 21,18    |
| 400 m            | Jevgenyij Lomtyev · Szovjetunió    | 46,20 CR | Ainsley Bennett · Nagy-Britannia     | 46,43    | Ángel Heras · Spanyolország                                            | 46,57    |
| 800 m            | Colomán Trabado · Spanyolország    | 1:46,91  | Peter Elliott · Nagy-Britannia       | 1:47,58  | Thierry Tonnelier · Franciaország                                      | 1:47,68  |
| 1500 m           | Thomas Wessinghage · NSZK          | 3:39,82  | José Manuel Abascal · Spanyolország  | 3:40,69  | Antti Loikkanen · Finnország                                           | 3:41,31  |
| 3000 m           | Dragan Zdravković · Jugoszlávia    | 7:54,73  | Valerij Abramov · Szovjetunió        | 7:57,79  | Uwe Mönkemeyer · NSZK                                                  | 7:58,11  |
| 60 m gát         | Thomas Munkelt · NDK               | 7,48 CR  | Arto Bryggare · Finnország           | 7,60 NR  | Andreas Oschkenat · NDK                                                | 7,63     |
| 5000 m gyaloglás | Anatolij Szolomin · Szovjetunió    | 19:19,93 | Jevgenyij Jevszjukov · Szovjetunió   | 19:41,66 | Erling Andersen · Norvégia                                             | 20:00,68 |
| Magasugrás       | Carlo Thränhardt · NSZK            | 2,32     | Gerd Nagel · NSZK                    | 2,30     | Massimo Di Giorgio · Olaszország · Mirosław Włodarczyk · Lengyelország | 2,27     |
| Rúdugrás         | Vlagyimir Poljakov · Szovjetunió   | 5,60     | Aleksandrs Obižajevs · Szovjetunió   | 5,60     | Patrick Abada · Franciaország                                          | 5,55     |
| Távolugrás       | Szalma László · Magyarország       | 7,95     | Pálóczi Gyula · Magyarország         | 7,90     | Jens Knipphals · NSZK                                                  | 7,82     |
| Hármasugrás      | Nyikolaj Muszijenko · Szovjetunió  | 17,12    | Gennagyij Valjukevics · Szovjetunió  | 16,94    | Bakosi Béla · Magyarország                                             | 16,90    |
| Súlylökés        | Jānis Bojārs · Szovjetunió         | 20,56    | Alekszandr Barisnyikov · Szovjetunió | 20,44    | Ivan Ivančić · Jugoszlávia                                             | 20,26    |

### Női
| Versenyszám | Arany                                 | Arany    | Ezüst                              | Ezüst   | Bronz                              | Bronz   |
| ----------- | ------------------------------------- | -------- | ---------------------------------- | ------- | ---------------------------------- | ------- |
| 60 m        | Marlies Göhr · NDK                    | 7,09 CR  | Silke Gladisch · NDK               | 7,12    | Marisa Masullo · Olaszország       | 7,19    |
| 200 m       | Marita Koch · NDK                     | 22,39 CR | Joan Baptiste · Nagy-Britannia     | 23,37   | Christina Sussiek · NSZK           | 23,61   |
| 400 m       | Jarmila Kratochvílová · Csehszlovákia | 49,69    | Kirsten Siemon · NDK               | 51,70   | Roszica Sztamenova · Bulgária      | 52,36   |
| 800 m       | Szvetlana Kitova · Szovjetunió        | 2:01,28  | Zuzana Moravčíková · Csehszlovákia | 2:01,66 | Olga Szimakova · Szovjetunió       | 2:02,25 |
| 1500 m      | Brigitte Kraus · NSZK                 | 4:16,14  | Maria Radu · Románia               | 4:17,16 | Ivana Kleinová · Csehszlovákia     | 4:17,21 |
| 3000 m      | Jelena Szipatova · Szovjetunió        | 9:04,40  | Agnese Possamai · Olaszország      | 9:04,41 | Jelena Malihina · Szovjetunió      | 9:04,52 |
| 60 m gát    | Bettine Jahn · NDK                    | 7,75 CR  | Kerstin Knabe · NDK                | 7,96    | Tatyjana Maljuvanyec · Szovjetunió | 8,07    |
| Magasugrás  | Tamara Bikova · Szovjetunió           | 2,03 CR  | Larisza Koszicina · Szovjetunió    | 1,94    | Maryse Ewanjé-Epée · Franciaország | 1,92    |
| Távolugrás  | Eva Murková · Csehszlovákia           | 6,77 =CR | Helga Radtke · NDK                 | 6,63    | Heike Daute · NDK                  | 6,61    |
| Súlylökés   | Helena Fibingerová · Csehszlovákia    | 20,61    | Helma Knorscheidt · NDK            | 20,35   | Zdenka Šilhavá · Csehszlovákia     | 19,56   |